# Castelo de Clausholm

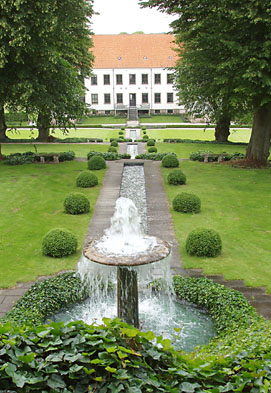
O jardim barroco do Castelo de Clausholm

Castelo de Clausholm é uma grande casa de campo dinamarquesa localizada a cerca de 12 km a sudeste de Randers no leste da Jutlândia. É um dos melhores edifícios barrocos da Dinamarca.

## História
As origens do castelo parecem remontar ao século XII, mas foi mencionado pela primeira vez no século XIV, quando o seu proprietário, Lage Ovesen, foi um dos líderes da revolta dos Jutos contra Valdemar Atterdag. Na altura, Clausholm era um edifício de quatro alas rodeado por um fosso. Mas quando o primeiro primeiro-ministro dinamarquês, o Grão-Chanceler Conrad von Reventlow, adquiriu a propriedade na década de 1690, esta encontrava-se num estado tão lamentável que a demoliu e construiu no seu lugar o actual edifício de dois andares e três alas. Foi projetado pelo arquiteto dinamarquês Ernst Brandenburger com a assistência do sueco Nicodemus Tessin, o Jovem.
O castelo foi concebido para que o Grão-Chanceler pudesse viver no rés-do-chão, enquanto o segundo andar, com tetos mais altos e decorativos, era destinado aos visitantes reais. Tanto o castelo como o parque estão entre os primeiros e melhores edifícios do período barroco da Dinamarca.
Foi graças à filha de Reventlow, Anna Sophie Reventlow, que o castelo ganhou fama quando foi raptada por um amoroso rei, Frederico IV. Anna Sophie tornou-se a sua rainha em 1721, mas quando ele morreu em 1730, ela regressou a Clausholm com a sua corte.
Na capela do castelo, decorada por Anna Sophie, encontra-se um dos órgãos mais antigos da Dinamarca, construído por volta de 1700 pelos irmãos Botzen de Copenhaga.